# Praline (Zeitschrift)
praline war eine wöchentlich erscheinende Erotik-Zeitschrift, die bis 2014 vom ungarischen Verlag GLM publiziert wurde.
Die Zeitschrift erschien donnerstags zu einem Preis von 2,50 Euro. Von 1954 bis 2006 gehörte die Zeitschrift zur Bauer Verlagsgruppe.

## Inhalte
Inhaltlich beschäftigte sich das bilderreiche Boulevardblatt mit Sex und Erotik. Titelbeiträge lauteten beispielsweise „Tabulose Paare verraten. Die geilsten Orgasmus-Tricks“ (33/2006) oder „Hier sexeln die Deutschen am schärfsten“ (29/2006). Auf Fotografien wurden primäre Geschlechtsmerkmale retuschiert und sexuelle Handlungen nur angedeutet.

## Geschichte
Das Blatt wurde 1954 als Unterhaltungszeitschrift mit dem Schwerpunkt Reisen auf den Markt gebracht (für Heim und Mode, Reise und Unterhaltung) „als Billigantwort auf die illustrierten Dickschiffe Quick, Stern und Revue“.
1975 erreichte die praline 1,25 Millionen Verkaufsexemplare. Nach der Wendezeit 1990 wurde die Zeitschrift vor allem im Osten Deutschlands gelesen. Die zuvor fallende Auflage stieg noch einmal von 704.833 Exemplaren (IV/1990) um 37 % auf 965.562 Exemplare (I/1991). Mitte der 1990er Jahre hatte das Blatt jedoch nur noch eine wöchentliche Auflage von etwa 431.000 Exemplaren, die bis zum Jahr 2000 weiter auf etwa 200.000 Exemplare fiel.
2001 erschien die Zeitschrift nach der Ausgliederung wegen Imageproblemen bei der Bauertochter Inter Publish GmbH in Rastatt. Die Redaktion Intermedia Content KG befand sich wie Bauer jedoch weiterhin in Hamburg.
Ab der 19. Ausgabe des Jahres 2003 wurde der angeschlagene Zeitschriftentitel praline ebenso wie Das neue Wochenend nicht mehr von der Bauer-eigenen Rubin KG in Hamburg produziert, in der die etwa 30 Beschäftigten weder Tarifverträge noch einen Betriebsrat besaßen, sondern von der Bauer-Tochter Content KG.
Im Herbst 2005 erreichte das Blatt nur noch 66.464 Käufer wöchentlich. Nach dem dritten Quartal 2005 meldete Bauer praline und die Titel Das neue Wochenend und Blitz-Illu bereits bei der Informationsgemeinschaft zur Feststellung der Verbreitung von Werbeträgern e. V. ab. Nach dem Einbruch der Leserzahl beschloss Bauer, das Blatt Anfang Oktober 2006 einzustellen. Am 29. September wurde jedoch vom Verlagsunion Zeitschriftenbetrieb, einer Bauertochter, und nicht dem neuen Verleger, bekanntgegeben, dass der Titel ab dem 12. Oktober 2006 vom ungarischen Verlag GLM weitergeführt werde.

### Mitarbeiter
Die FDP-Politikerin und damalige Europaabgeordnete Silvana Koch-Mehrin widmete sich ab 2004 in einer Kolumne des Blattes jede Woche einer Leserfrage zur EU. In einem Interview mit dem Berliner Tagesspiegel sagte sie zu ihrer Mitarbeit: „Alle Deutschen, die älter als achtzehn sind, haben das Wahlrecht. Es ist für die Politik deshalb wichtig, alle Schichten der Gesellschaft anzusprechen. Nicht alle schauen Sender wie Phoenix, wie die Einschaltquoten zeigen“. Zuvor hatte bereits der FDP-Politiker Dirk Niebel die Kolumne „Mit Niebel und Praline raus aus der Arbeitslosigkeit“ gestartet, was auf Widerspruch in der FDP-Fraktion stieß. Bauer richtete Niebel vor der Bundestagswahl 2005 die Webseite www.raus-aus-der-arbeitslosigkeit.de ein („Arbeitslos? Wir helfen Ihnen! Eine Initiative der praline“).
Zu den ständigen Mitarbeitern gehörten 2006 Lotto King Karl und Isabel Golden (Venus Award 2002).

### Trivia
Bei der Zerschlagung von KirchMedia 2002 lehnte der Medienunternehmer Haim Saban einen vom bayerischen Wirtschaftsminister Otto Wiesheu angeregten Kauf durch ihn und seinen Konkurrenten Bauer ab. Seine Begründung lautete, Sexheftchen wie praline oder Wochenend seien nicht sein Niveau.

## Website
Die Website praline Interaktiv war nach Angaben der Bauer Media KG die „erfolgreichste Erotik-Site Deutschlands“. – mit 1,2 Millionen Nutzern im Juli 2006. In den Jahren 2000 und 2001 gehörte die Seite (2001: 11,9 Millionen Visits, 41,18 Millionen Seitenaufrufe) zu den fünf meistbesuchten deutschen Webauftritten. Die Leser der Printausgabe sind nicht zuletzt durch Heftwerbung zu dieser und ähnlichen kostenpflichtigen und einträglichen Websites von Bauer ins Internet migriert. Im November 2014 hat Bauer die Internetseite zusammen mit anderen Internetseiten wie coupe.de an die aximus GmbH des Enkels von Beate Uhse, Philipp Rotermund, verkauft und erhält dafür monatliche Lizenzgebühren.